# Крейчи, Йозеф
Йо́зеф Кре́йчи (чеш. Josef Krejčí; 17 декабря 1821, Милостин, близ Раковника — 19 октября 1881, Прага) — чешский композитор и музыкальный педагог.
Учился в Праге у Яна Августа Витасека и Йозефа Прокша. С 1844 г. работал органистом и хормейстером в различных храмах Праги, с 1849 г. также преподавал. С 1858 г. директор Пражской школы органистов, в 1865 г. возглавил Пражскую консерваторию. Автор трёх месс и другой церковной музыки, клавирных и органных сочинений. В эстетическом отношении тяготел к немецкой традиции, был поклонником Рихарда Вагнера и выступал оппонентом Бедржиха Сметаны, который также претендовал на пост руководителя Пражской консерватории, но попечительский совет предпочёл Крейчи. Среди учеников Крейчи — Вильгельм Кинцль, Владислав Желеньский, Альфред Грюнфельд, Вацлав Сук.